# Refugi de Sorteny
Il refugi de Sorteny è un rifugio alpino che si trova nella parrocchia di Ordino a 1.965 m d'altezza.